# Nino Bixio

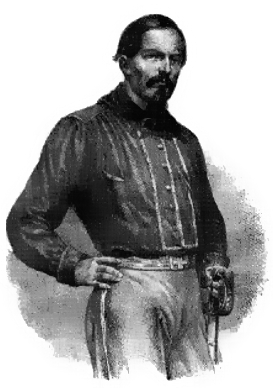
Nino Bixio

Gerolamo Tommaso „Nino“ Bixio (* 2. Oktober 1821 in Genua; † 16. Dezember 1873 in Banda Aceh, Sumatra) war ein italienischer Freiheitskämpfer und Weggefährte von Giuseppe Garibaldi.

## Leben

### Frühe Jahre
Der auf dem Namen Gerolamo getaufte Nino Bixio wurde als jüngstes von acht Kindern der Colomba Caffarelli und des aus Chiavari stammenden Goldschlägers Tommaso Bixio geboren, der in Genua zum Oberprüfer des im Palazzo San Giorgio im Zollamt von Genua untergebrachten, für die Edelmetallkontrolle zuständigen Ufficio del Marchio berufen worden war. Mit neun Jahren verlor Gerolamo seine Mutter. Gegenüber seiner Stiefmutter Maria wurde er rebellisch, die gegenseitige Abneigung entfremdete ihn auch vollständig vom Vater, die wichtigste Ursache seiner zerrütteten Familienverhältnisse. Mehrmals von der Schule verwiesen, heuerte er im Alter von 13 Jahren als Schiffsjunge auf der nach Amerika absegelten Brigantine Oreste et Pylade an und erhielt von der Besatzung den Spitznamen „Nino“, den er sein ganzes Leben auch offiziell beibehielt.
Er blieb drei Jahre lang auf See und kehrte erst 1837 nach Genua zurück. Von der Familie verstoßen, war er gezwungen, bei den Armen in Baracken zu leben, nur manchmal erhielt er von den älteren Brüdern eine Speise durch ein Fenster seines Elternhauses gereicht. Aufgrund seines rebellischen Charakters blieb die Beziehung zur Familie unverändert, die Stiefmutter versuchte ihn anstatt seines Bruders Joseph bei der königlichen Marine zu verpflichten. Nach einer nicht näher bekannten Intrige verhaftet und mehrere Wochen ins Gefängnis gesteckt, meldete er sich im November 1837 auf Wunsch der Stiefmutter „freiwillig“ in die königlich sardische Marine, um seinen dort verpflichteten Bruder auszulösen. Sein älterer Bruder Alessandro organisierte erst 1841 seine eigene Auslösung. Zurück in Genua verliebte er sich in die eigene Nichte Adelaide Parodi, eine Tochter seiner älteren Schwester Marina. Das Paar führte eine heimliche Beziehung, die es gegenüber der Familie elf Jahre lang geheim halten konnte.

### Zeit der Unabhängigkeitskriege
Im Revolutionsjahr 1848 nahm er am Aufstand in Genua teil. 1849 kämpfte er unter General Pepe bei der Verteidigung Venedigs gegen die Österreicher und darauf unter dem Freiheitskämpfer Garibaldi bei der Belagerung von Rom.
Hernach ging er wieder zur See und diente auf Handelsreisen nach Nordamerika, Brasilien und nach Ostindien. 1859 kehrte er wieder nach Italien zurück und nahm an den Operationen der Freiwilligen-Legion Garibaldis teil. Er zeichnete sich besonders in der Schlacht von Varese gegen die Österreicher aus.
Im Mai 1860 schiffte er sich im Zug der Tausend zum Sturz der Herrschaft der Bourbonen in Süditalien nach Sizilien ein. Zusammen mit Sirtori führte er eine der Freiwilligendivisionen in der Schlacht von Calatafimi (15. Mai) und bei Milazzo (20. Juli). Der Sieg in der Schlacht am Volturno (1. Oktober) über die neapolitanischen Truppen unter General Ritucci war zu großen Teilen sein Verdienst.
Nachdem Italien als Königreich errichtet worden war, behielt er seinen Rang als Generalleutnant, den er sich durch seine Tapferkeit erworben hatte. In diesem Rang nahm er 1866 am Dritten Italienischen Unabhängigkeitskrieg als Kommandeur der 7. Division teil. Er kämpfte am 24. Juni im Rahmen des III. Korps unter General Morozzo della Rocca in der Schlacht bei Custozza. Am Schluss des Einigungskrieges 1870 vor Rom eingesetzt, nahm er die Übergabe von Civitavecchia entgegen.
Bixio machte sich in der Kammer, der er seit 1866 angehörte, als Vermittler zwischen Garibaldi und Cavour verdient. 1870 berief ihn König Viktor Emanuel II. in den Senat. Später fuhr er wieder zur See. Nino Bixio starb am 16. Dezember 1873 während einer Schiffsfahrt nach Niederländisch-Indien an der Cholera.